# Епархия Ньяхуруру
Епархия Ньяхуруру (лат. Dioecesis Nyahururensis) — епархия Римско-Католической Церкви с центром в городе Ньяхуруру, Кения. Епархия Ньяхуруру входит в митрополию Ньери. Кафедральным собором епархии Ньяхуруру является церковь Непорочного Зачатия Пресвятой Девы Марии в городе Ньяхуруру.

## История
5 декабря 2002 года Римский папа Иоанн Павел II издал буллу Nuper est petitum, которой учредил епархию Ньяхуруру, выделив её из архиепархии Ньери.

## Ординарии епархии
- епископ Luigi Paiaro (4.01.2003 — 24.12.2011);
- епископ Joseph Mbatia (24.12.2011 — по настоящее время).

## Источник
- Annuario Pontificio, Libreria Editrice Vaticana, Città del Vaticano, 2003, ISBN 88-209-7422-3
- Булла Nuper est petitum  (лат.)